# Georg Drumm
Georg Drumm (* 28. September 1874 in Erdesbach; † 16. Dezember 1959 in New York, New York, USA) war Musiker und Komponist. Er spielte Violine, Flöte und Trompete und war als Kapellmeister am Broadway tätig.

## Biografie

Georg Drumm aus Erdesbach, Komponist und Kapellmeister am Broadway

Georg Drumm begann als Wandermusikant und ist einer  der bekanntesten Musiker und Komponisten des Musikantenlandes. Mit 14 Jahren unternahm er seine erste Reise nach Schottland, der 13 weitere Reisen durch England, Schottland und Irland folgten. Später fand er eine feste Anstellung am Empire Theater in Dublin. Dort gründete er ein eigenes kleines Orchester, das bald recht bekannt war.
Georg Drumm dirigierte anlässlich des Besuches von Königin Victoria im Dubliner Schloss zahlreiche Konzerte und Hofbälle und wurde daraufhin zum „permanenten Hofball-Musik-Direktor“ ernannt.
1904 wählte ihn der Dubliner Bürgermeister aus, die irische Delegation bei der Weltausstellung in St. Louis (Louisiana Purchase Exposition) musikalisch zu vertreten. Er gewann den dort ausgeschriebenen Musikwettbewerb und es folgte eine anderthalbjährige Konzerttournee durch die USA. Seine Rückkehr nach Irland war nur von kurzer Dauer, mit seiner Familie zog er nach New York.
Georg Drumm war 5 Jahre als Kapellmeister in einem Theater in der Bronx und als Gastdirigent an vielen Theatern am Broadway tätig. Er wurde 1935 vom New York Evening Journal zum besten Musiker, Musiklehrer und Kapellmeister der USA gewählt. 1954 dirigierte er im Central Park in New York eine Band der Marines, die dabei auch einige seiner Kompositionen spielte. Der Anlass war der 100. Geburtstag des amerikanischen Marschkönigs John Philip Sousa. In einem Brief an Verwandte in der Heimat bezeichnete er es als eine große Ehre, dass unter 22 000 professionellen Musikern der USA ein ehemaliger Pfälzer Straßenmusikant für das Event ausgewählt wurde.
1912 entstand seine erste Komposition, der „Imperator-Marsch“. Er wurde 1914 von einem Militärorchester in Wien uraufgeführt. Weitere Märsche und Kammermusikwerke folgten. Er wagte sich aber auch an Orchesterwerke: im Stile symphonischer Dichtungen entstanden Werke wie „Irlandia“, „Irish Patrol“, „Meditation“ oder „Reverie“.

Seine bekannteste Komposition ist „Hail America“ aus dem Jahre 1917. Es wurde von Lawton Mackall mit Text versehen. „Hail America“ wird seit den 1950er Jahren bei offiziellen Anlässen wie der Amtseinführung des neuen US-Präsidenten gespielt. Eine Version für Kammerorchester wird bei Empfängen im Weißen Haus bei der Ankunft des Präsidentenpaares und seiner Gäste gespielt.
Georg Drumm besuchte bis zu seinem Tod mehrmals seine alte Heimat.